# Форма воды
«Форма воды» (англ. The Shape of Water) — американская фэнтезийная мелодрама 2017 года режиссёра Гильермо дель Торо по сценарию дель Торо и Ванессы Тейлор.
Премьера состоялась 31 августа 2017 года на 74-м Венецианском кинофестивале. В ограниченный американский прокат фильм вышел 1 декабря 2017 года, в широкий — 22 декабря. Премьера в России состоялась 18 января 2018 года. Фильм был номинирован на премию «Оскар» в 13 категориях и 4 марта 2018 года получил 4 статуэтки, включая главную награду за лучший фильм года.

## Сюжет
Действие картины происходит примерно в 1962 году, на фоне противостояния СССР и США в Холодной войне. Элайза Эспозито — уборщица в секретной военной лаборатории в Балтиморе, незаметная женщина со скучной и однообразной жизнью. Младенцем она была подброшена в приют, при этом на шее у неё были странные шрамы. Она немая, живёт в квартирке над кинотеатром. Её единственные друзья — пожилой сосед-гей Джайлс, работающий иллюстратором, и уборщица Зельда, которая помогает Элайзе объясняться на работе.
Однажды в лабораторию привозят некий новый «объект» изучения. Элайза и Зельда узнают, что это человек-амфибия, пойманный в Амазонке. Местные индейцы поклонялись ему как богу. Учёным не удаётся вступить в контакт с чудовищем, глава безопасности полковник Ричард Стрикленд жестоко избивает амфибию, за что тот отрывает ему два пальца. Элайза находит пальцы, после чего их пришивают обратно Стрикленду. Он замечает Элайзу и, пресыщеный скучной семейной жизнью, постепенно проникается к ней вожделением. Элайза прибирается в помещении, где содержится амфибия, и вступает с ним в контакт, используя азбуку для глухонемых. Это замечает один из учёных Роберт Хоффстетлер, но скрывает свои наблюдения, будучи тайным советским агентом по имени Дмитрий Мосенков.
Узнав о том, что генерал Хойт приказал подвергнуть существо вивисекции, Элайза склоняет на свою сторону Джайлса и Зельду, к ним неожиданно присоединяется Хоффстетлер. Джайлс приезжает на грузовике в лабораторию, а Зельда и Элайза выводят существо в гараж. Элайза поселяет амфибию у себя в ванной. Между ними возникают чувства. Герои ожидают сброса воды из канала, чтобы существо смогло уплыть в океан. Тем временем Хойт приказывает Стрикленду найти беглеца. Тот выслеживает Мосенкова. Советский агент встречается со своими связными, однако те решают покончить с ним. Стрикленд истребляет агентов и под пытками раскалывает Мосенкова, после чего убивает его. Он является к Зельде, которая отказывается отвечать на вопросы, но её неожиданно выдаёт муж. В квартире Элайзы Стрикленд находит календарь и раскрывает место, где она собирается выпустить чудовище. Он приезжает к каналу, нокаутирует Джайлза и расстреливает Элайзу и амфибию. Однако чудовище приходит в себя, убивает Стрикленда и исцеляет Элайзу, после чего та начинает дышать через жабры, появившиеся у неё на месте старых шрамов на шее.

## Актёрский состав
| Актёр           | Роль                                         |
| --------------- | -------------------------------------------- |
| Салли Хокинс    | Элайза Эспозито                              |
| Майкл Шеннон    | полковник Ричард Стрикленд                   |
| Ричард Дженкинс | Джайлс                                       |
| Даг Джонс       | Человек-амфибия / Актив / Объект             |
| Майкл Стулбарг  | доктор Роберт Хоффстетлер / Дмитрий Мосенков |
| Октавия Спенсер | Зельда Делайла Фуллер                        |
| Ник Сирси       | генерал Фрэнк Хойт                           |
| Дэвид Хьюлетт   | Флеминг                                      |
| Найджел Беннетт | Михалков                                     |
| Стюарт Арнотт   | Бернард                                      |
| Лорен Ли Смит   | Элейн Стрикленд                              |
| Мартин Роуч     | Брюстер Фуллер                               |
| Джон Капелос    | мистер Арзуманян                             |
| Морган Келли    | работник закусочной                          |
| Венди Лайон     | Салли                                        |

## Производство

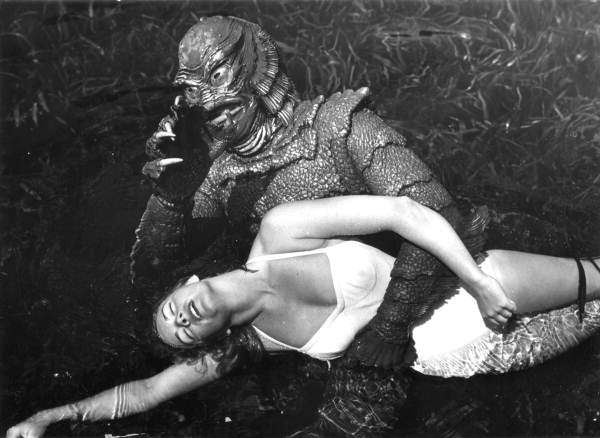
Прообразом для человека-амфибии послужил жаброчеловек из фильма «Тварь из чёрной лагуны» 1954 года, которым дель Торо был очарован ещё в детстве.

Главным вдохновением для создания «Формы воды» послужил фильм «Тварь из Чёрной Лагуны», который режиссёр смотрел в детстве. Дель Торо ещё тогда был очарован жаброчеловеком несмотря на его непритягательность, желая увидеть успешное развитие романтической линии между тварью и похищенной им Кей Лоуренс. Сначала дель Торо хотел снять ремейк фильма, где сюжет также завязан на экспедиции в верховьях Амазонки, но с разницей в том, что во главе группы стоит женщина, между которой и завязывается роман с жаброчеловеком. Дель Торо предпринял попытку договориться с Universal о создании фильма, однако руководители компании отвергли данную идею.
Дель Торо затем выбрал в качестве времени действия фильма 1960-е годы — времена холодной войны, — чтобы отвлечь людей от современных мировых проблем, пояснив это так:

«После слов „однажды в 1962 году“ лента становится сказкой о неспокойном времени. Зрители слегка расслабляются и начинают слушать историю и прислушиваться к персонажам и обсуждать ситуации, вместо того чтобы обсуждать последствия этих ситуаций».

Съёмки начались 15 августа 2016 года в Торонто и Гамильтоне (Онтарио), и завершились 6 ноября того же года.
В интервью о фильме для сайта IndieWire дель Торо заявил следующее:

«Эта лента — исцеляющий фильм для меня. <…> На протяжении девяти фильмов я пересказывал мои детские страхи, мои детские мечты, и вот на этот раз я впервые говорю как взрослый о чём-то, что волнует меня как взрослого. Я говорю о доверии, инаковости, сексе, любви, о том, к чему мы движемся. Это не те заботы, которые волновали меня в девять или семь лет».

## Отзывы

### Реакция критиков
Фильм получил высокие оценки от кинокритиков. На агрегаторе Metacritic фильм имеет 86 баллов из 100, на Rotten Tomatoes — 92 % положительных отзывов со средним баллом 8,4/10.
Variety
Возможно, величайший из многих сюрпризов. Это невероятно романтично, чему способствует всепобеждающая вера во всё живое.
The Hollywood Reporter
Эта тщательно обработанная жемчужина — самая приятная работа дель Торо со времён «Лабиринта фавна».
CineVue
Это остроумно, умно и блестяще сыграно. Фильм окутывает подводные глубины нашей психологии, нашу историю и желания.
В российской прессе фильм был встречен менее восторженно: на агрегаторе «Критиканство» фильм имеет оценку 7/10 на основе 37 рецензий. Авторы изданий Meduza, «Афиша», The Village, «Мир фантастики», «Канобу» и большинства других оценили фильм положительно. Представитель «Медузы» заметил, что чудовище в фильме стало метафорой чужого врага общества и государства, который подлежит изгнанию или уничтожению. Одновременно режиссёр смотрит на амфибию, как и на прочих монстров в своих фильмах, с восхищением и грустью, выставляя человека истинным врагом и воплощением порочных качеств. Представитель «Афиши» назвал фильм смесью романтической сказки, нравоучительной басни, хоррора категории Б и сатирического ретротриллера. Критик заметил, что дель Торо отлично отражает в своём фильме эпоху промышленного дизайна США. Сама история похожа на сказку о красавице и чудовище. Критик заметил, что изображение женщин — не самая сильная сторона дель Торо, например, по его мнению, Октавия Спенсер всё продолжает играть одну и ту же роль. Тем не менее картина сразу оживляется, когда на экране появляется водяной или Майкл Шеннон, явно видно, как режиссёр описывает главного злодея с нескрываемым омерзением. Рецензент The Village считает, что фильм затрагивает важную тему потребности любить и быть принятым, несмотря на непривычную оболочку.
Издания «Независимая газета» и The Hollywood Reporter оставили нейтральные отзывы. Представитель «Независимой газеты» назвал общий сюжет фильма не похожим на реальность, а скорее на сказку или сюрреализм. Особый интерес вызывают второстепенные персонажи, на основе которых во многом развивается сюжет и держится фильм. Российская редакция The Hollywood Reporter заметила, что сюжет фильма выдержан в духе дель Торо, где режиссёр в очередной раз демонстрирует свою любовь и страсть к нечеловеческим тварям, наоборот, выставляя людей воплощением истинного зла. Зритель наблюдает, как амфибия становится всё более человечной, одновременно маниакальный герой Шеннона стремительно теряет свою человечность.
В изданиях «Российская газета» и «Лента.ру» были оставлены отрицательные отзывы. Рецензент «Российской газеты» подверг критике продвижение в фильме идей толерантности, которая выражалась в том, что главная героиня была инвалидом, имела чёрную подругу, соседа-«рафинированного гея» и дружелюбного русского шпиона-еврея, которые сражаются против главного злодея — «белого мужчины-шовиниста». Именно подобные клише, по мнению критика, обеспечили фильму статуэтки на церемонии «Оскара». Представитель «Ленты.ру» также усмотрел в фильме продвижение феминизма и счёл развитие романтической линии между героиней и амфибией омерзительным, который поймут далеко не все зрители.

### Обвинения в плагиате
Дэвид Зиндел, сын американского писателя Пола Зиндела, обвинил киностудию Fox Searchlight Pictures в плагиате, заявив, что фильм практически целиком повторяет сюжет пьесы «Let me hear you whisper» («Позволь мне услышать твой шёпот»), написанной Полом Зинделом в 1969 году:

Мы шокированы тем, что крупная киностудия без стеснения сняла ленту по мотивам работы моего отца, не упомянув о нём в титрах и не обратившись к нам по поводу авторских прав. — Дэвид Зиндел
25 июля 2018 года суд отклонил иск Дэвида Зиндела. Федеральный судья США Перси Андерсон посчитал, что пьеса и фильм существенно отличаются друг от друга, а их сходства слишком общие, чтобы говорить о сознательном копировании. 5 апреля 2021 года было опубликовано следующее заявление истца: «Дэвид Зиндель, сын Пола Зинделя, автора Let Me Hear You Whisper, признаёт, основываясь на конфиденциальной информации, полученной в ходе судебного разбирательства, что его утверждения о плагиате являются необоснованными. Он признаёт Гильермо дель Торо истинным создателем The Shape of Water. Любое сходство между двумя работами является случайным».
Также были высказаны обвинения в том, что «Форма воды» является плагиатом Человека-амфибии, советского фильма 1962 года, основанного на одноимённом романе Александра Беляева 1928 года. Журнал Indie Cinema Magazine отметил, что у обоих фильмов схожий сюжет, использование названия Человек-амфибия в обоих фильмах, советская связь в обеих историях и действие происходит в 1962 году. Человек-амфибия стал одним из самых кассовых советских фильмов всех времён, собрав до 100 миллионов кассовых сборов в Советском Союзе.

## Награды
- 2017 — приз «Золотой лев» и приз за лучший саундтрек 74-го Венецианского кинофестиваля[34].
- 2018 — 4 премии «Оскар»: лучший фильм (Гильермо дель Торо, Дж. Майлз Дейл), лучшая режиссёрская работа (Гильермо дель Торо), лучшая музыка (Александр Деспла), лучшая работа художника-постановщика (Пол Остенберри, Шейн Вио, Джеффри Мелвин)[35]. Кроме того, лента была номинирована ещё в 9 категориях: лучший оригинальный сценарий (Гильермо дель Торо, Ванесса Тейлор), лучшая женская роль (Салли Хокинс), лучшая женская роль второго плана (Октавия Спенсер), лучшая мужская роль второго плана (Ричард Дженкинс), лучшая операторская работа (Дэн Лаустсен), лучший монтаж (Сидни Волински), лучший дизайн костюмов (Луис Секейра), лучший звуковой монтаж (Натан Робитайл, Нельсон Феррейра), лучшее сведение звука (Кристиан Кук, Глен Готье, Брэд Зорн).
- 2018 — две премии «Золотой глобус» за лучшую режиссёрскую работу (Гильермо дель Торо) и за лучшую музыку к фильму (Александр Деспла)[36]. Кроме того, лента получила ещё 5 номинаций: лучший фильм — драма, лучший сценарий (Гильермо дель Торо, Ванесса Тейлор), лучшая женская роль — драма (Салли Хокинс), лучшая женская роль второго плана (Октавия Спенсер), лучшая мужская роль второго плана (Ричард Дженкинс).
- 2018 — 3 премии BAFTA за лучшую режиссуру (Гильермо дель Торо), лучшую музыку к фильму (Александр Деспла) и лучшую работу художника-постановщика (Пол Остенберри, Шейн Вио, Джеффри Мелвин). Кроме того, лента получила ещё 9 номинаций: лучший фильм (Гильермо дель Торо, Дж. Майлз Дейл), лучший оригинальный сценарий (Гильермо дель Торо, Ванесса Тейлор), лучшая женская роль (Салли Хокинс), лучшая женская роль второго плана (Октавия Спенсер), лучшая операторская работа (Дэн Лаустсен), лучший монтаж (Сидни Волински), лучший дизайн костюмов (Луис Секейра), лучший звук (Кристиан Кук, Глен Готье, Брэд Зорн, Натан Робитайл), лучшие визуальные спецэффекты (Деннис Берарди, Трей Харрелл, Кевин Скотт).
- 2018 — лучший фильм года по версии Американского института киноискусства.
- 2018 — две номинации на премию Гильдии киноактёров США: лучшая женская роль (Салли Хокинс), лучшая мужская роль второго плана (Ричард Дженкинс).
- 2018 — 9 номинаций на премию «Сатурн»: лучший фильм в жанре фэнтези, лучшая режиссёрская работа (Гильермо дель Торо), лучший сценарий (Гильермо дель Торо, Ванесса Тейлор), лучшая женская роль (Салли Хокинс), лучшая женская роль второго плана (Октавия Спенсер), лучшая работа художника-постановщика (Пол Остенберри), лучшая музыка (Александр Деспла), лучший монтаж (Сидни Волински), лучший грим (Майк Хилл, Шейн Мэхан).
- 2018 — премия Гильдии режиссёров США за лучшую режиссуру художественного фильма (Гильермо дель Торо).
- 2018 — лучший фильм года по версии Гильдии продюсеров Америки[37].
- 2018 — номинация на премию Гильдии сценаристов США за лучший оригинальный сценарий (Гильермо дель Торо).
- 2018 — 4 премии Critics’ Choice Movie Awards: лучший фильм, лучшая режиссёрская работа (Гильермо дель Торо), лучшая музыка (Александр Деспла), лучшая работа художника-постановщика (Пол Остенберри, Шейн Вио, Джеффри Мелвин)[38].
- 2018 — номинация на премию «Хьюго» за лучшее драматическое представление — длинная форма (Гильермо дель Торо, Ванесса Тейлор).
- 2018 — лучшая британская или ирландская актриса года (Салли Хокинс) по версии Лондонского кружка кинокритиков, а также 3 номинации: лучший фильм года, лучшая режиссёрская работа (Гильермо дель Торо), лучшая актриса (Салли Хокинс).
- 2018 — две премии «Спутник» за лучшую женскую роль (Салли Хокинс) и лучшую работу художника-постановщика, а также 8 номинаций.